# Mattiastrum artvinense
Mattiastrum artvinense är en strävbladig växtart som först beskrevs av Robert Reid Mill, och fick sitt nu gällande namn av Valdés. Mattiastrum artvinense ingår i släktet Mattiastrum och familjen strävbladiga växter. Inga underarter finns listade i Catalogue of Life.